# رافيدين عبد الله
رافيدين عبد الله (بالفرنسية: Rafidine Abdullah)‏ (15 يناير 1994 مارسيليا فرنسا - ) هو لاعب كرة قدم فرنسي، يلعب كلاعب وسط.

## وصلات خارجية
رافيدين عبد الله على موقع الاتحاد الأوربي (الإنجليزية)
- رافيدين عبد الله على موقع رابطة كرة القدم الفرنسية للمحترفين (الإنجليزية)
- رافيدين عبد الله على موقع قاعدة بيانات كرة القدم.إي يو (الإنجليزية)
- رافيدين عبد الله على موقع ليكيب (الفرنسية)
- رافيدين عبد الله على موقع ناشيونال فوتبول تيمز (الإنجليزية)
- رافيدين عبد الله على موقع Soccerway.com (الإنجليزية)
- رافيدين عبد الله على موقع AS.com (الإسبانية)